# (136847) 1998 BC4
(136847) 1998 BC4 là một tiểu hành tinh vành đai chính. Nó được phát hiện bởi Yoshisada Shimizu và Takeshi Urata ở Đài thiên văn Nachi-Katsuura ở Nachikatsuura, Wakayama, Nhật Bản, ngày 20 tháng 1 năm 1998.